# The Gamers: Dorkness Rising
The Gamers: Dorkness Rising è un film del 2008 diretto da Matt Vancill. Il film condivide con il precedente The Gamers alcuni personaggi e il tema centrale (i giochi di ruolo), ma non si tratta di un sequel: il gruppo di giocatori è infatti diverso, il gioco è cambiato (il riferimento esplicito è alle regole di Dungeons & Dragons) e la narrazione segue più da vicino le vite dei giocatori lontano dal tavolo.

## Trama
Il film è composto da due storie parallele e interlacciate: da una parte gli avventurieri che cercano di recuperare la Maschera della Morte dalle mani di un malvagio necromante; dall'altra un master che cerca di finire un'avventura e il suo riottoso gruppo di giocatori.
Il film si apre con quattro personaggi in un dungeon: sono Rennard il ladro, Turk il guerriero e Fastidian il chierico, accompagnati dal seguace Nodwick. Lasciato il seguace al sicuro con la cassa del tesoro, i tre avventurieri giungono al cospetto del nemico, Mort Kemnon, ma in pochi istanti vengono uccisi.
L'azione passa al mondo reale, nel retro del negozio di giochi di ruolo e modellismo di Leo. Leo, Gary e Cass se la prendono col master Lodge, sostenendo che la morte dei personaggi è colpa sua e che non ha seguito le regole. Mentre Leo e Gary vogliono giocare a qualcosa di diverso, Cass vuole rigiocare quella stessa avventura, anche se sarà la terza volta, per non macchiarsi la reputazione: non c'è gioco che lo possa battere.
Tornato a casa Lodge si siede al computer: vorrebbe finire la sua campagna per pubblicarla come modulo di gioco ufficiale per D&D, ma sebbene sappia come vorrebbe finire la storia, i giocatori non vi arrivano mai e lui non riesce a scriverla. A distrarlo dal penoso blocco dello scrittore è una telefonata di Gary, che suggerisce che con altri due giocatori il gruppo sarà più bilanciato e potrà finalmente terminare l'avventura.
In un bar Lodge si confida col vecchio amico Mark, rifiuta di ammettere di avere il blocco dello scrittore e cerca di convincere l'altro a tornare a giocare. Mark rifiuta e in quel momento arriva Cass, che annuncia di aver trovato un nuovo giocatore: Joanna, la sua ex fidanzata.
Il gruppo torna a riunirsi al negozio, ma oltre a Joanna non ci sono altri nuovi giocatori; Lodge spiega che ha chiesto a quindici persone, tutti giocatori abituali, di unirsi al gruppo, ma tutti hanno rifiutato, vista la reputazione. Il master afferma di aver comunque trovato una soluzione per il quinto personaggio e l'avventura inizia dopo alcune discussioni preliminari.
La campagna inizia con Luster (la strega di Gary), Flynn the Fine (il bardo di Leo) e Daphne (la guerriera di Joanna) chiamati a corte dal re Erasmus the Randomly Biased. Il malvagio necromante Mort Kemnon ha scoperto un artefatto noto come Maschera della Morte e lo vuole usare per rovesciare il regno, pertanto i tre devono trovare la Maschera e porre fine alla minaccia. Usciti dalla città, Luster, annoiata, uccide un contadino con un incantesimo. L'arrivo dell'Inquisitore della chiesa di Therin pone fine alle discussioni: egli chiede ai tre PG di seguirlo alla cattedrale, dove lo Ierofante della chiesa annuncia che due membri dell'Ordine di Therin si uniranno al gruppo, per aiutarlo e risolvere il mistero dell'allontanamento della dea Therin. Si tratta di Brother Silence (l'elfo monaco di Cass, a cui vengono tolte le orecchie posticce facendolo diventare un semplice umano) e di Sir Osric.
Tutto il gruppo eccetto Joanna, detesta fin dall'inizio il paladino Sir Osric: la sua ferrea morale e il fatto di essere gestito da Lodge ne faranno il mezzo con cui mantenere la storia entro i binari prestabiliti e tenere a freno i giocatori.
Sulla via per raggiungere le montagne dove si nasconde Mort Kemnon, gli avventurieri incontrano un grosso gruppo di goblin. Durante il combattimento Flynn muore ben tre volte, e la supponenza dei giocatori maschi va in pezzi quando Daphne uccide da sola undici dei dodici goblin, anche se secondo gli altri tre giocatori si trattava di un personaggio debole.
Alla taverna in cui si fermano a cenare, gli avventurieri vengono attaccati da un alleato di Mort Kemnon, Mort Agrippa, che sconfiggono e interrogano, quindi decidono di lasciare il villaggio e dormire all'aperto, concludendo così la serata di gioco.
Mentre riaccompagna a casa Joanna, Lodge le spiega che è costretto a tenere sotto stretto controllo i tre giocatori perché altrimenti, se lasciati liberi di fare, ucciderebbero, saccheggerebbero o sedurrebbero l'intero mondo di gioco.
La settimana successiva il gruppo riprende a giocare a casa di Lodge: devono affrontare il demone della morte Drazuul nella città di Westhaven. Nel combattimento contro il demone e gli zombie che esso rianima, Leo muore talmente tante volte da consigliare a Luster di usare la catasta di bardi morti come riparo dagli attacchi mentre è impegnata a lanciare un incantesimo. Sconfitto e paralizzato Drazuul, Luster lo tortura con l'acqua santa mentre Osric finge di non saperlo e di stare ammirando l'architettura della città; il risultato è la scoperta di dove si trova Mort Kemnon.
Il gruppo si inoltra nello stesso dungeon dell'inizio del film, in cui Nodwick ancora custodisce il baule dei tesori in attesa del ritorno dei tre avventurieri. Convinto dalla musica di Flynn che quelli che ha davanti sono i suoi precedenti padroni, Nodwick permette al gruppo di usare l'equipaggiamento contenuto nel baule
La battaglia volge presto al peggio ma il gatto di Lodge salta sul tavolo e scompiglia miniature e mappa. Cass distrae Lodge e i giocatori ne approfittano per disporre i personaggi in modo da migliorare la situazione: gli sgherri di Mort Kemnon vengono velocemente uccisi e il necromante usa la Maschera della Morte per cercare di vincere la battaglia. Lo scontro è lungo, scorretto (Silence usa una spada laser, un fucile a pompa, una motosega e della dinamite recuperati dal baule) e sanguinoso (Flynn arriva a uccidersi accidentalmente), ma alla fine Mort Kemnon viene sconfitto, anche se le sue ultime, criptiche parole implicano l'esistenza di un altro nemico.
Riuniti attorno al fuoco da campo, i personaggi scoprono che l'ultimo nemico non è altri che lo Ierofante, che vuole usare la Maschera per riaccendere la fede in Therin e diventare un dio. Lo Ierofante toglie a Sir Osric la luce di Therin e ruba la Maschera mentre Flynn viene ucciso dal tacchino allo spiedo (precedentemente animato come non morto da Luster annoiata). Osric si scopre incapace di riportare in vita il compagno, così il gruppo trasporta il cadavere fino alla cattedrale e si intrufola nella chiesa, dove Flynn viene risorto e ha luogo la battaglia finale.
Lo Ierofante e l'Inquisitore sono sconfitti al prezzo della vita di Sir Osric, ma Therin viene liberata dalla prigione di luce in cui era stata rinchiusa. La dea offre a Daphne un desiderio illimitato che la ragazza usa per risorgere Osric, cosa che manda Cass su tutte le furie: l'ex fidanzato insulta Joanna per aver sprecato il desiderio con un PNG e poi lascia la casa, mentre gli altri finiscono di giocare l'avventura.
Rimasto solo, Lodge riesce a scrivere l'avventura e qualche tempo dopo mette il modulo pubblicato in uno degli espositori del negozio di Leo. In quel momento arriva Cass che si scusa per come si è comportato e chiede se può tornare a giocare col gruppo, che sta per iniziare una nuova avventura.
Riuniti nella sala del trono di re Erasmus the Randomly Biased, i cinque avventurieri si apprestano a partire per sconfiggere "The Shadow", che ha appena rubato la Maschera della Morte.

## Personaggi
- Kevin Lodge / Sir Osric - è il game master. Lodge crede che la storia abbia la precedenza sulle regole e per questo è spesso in contrasto con Cass. L'attore che lo interpreta ha partecipato a The Gamers ma non è dato sapere se nelle intenzioni del regista e sceneggiatore si tratti dello stesso personaggio.
- Joanna / Daphne - è la nuova giocatrice e unica donna del gruppo. Si interessa molto alla storia e si immedesima nel personaggio; ha studiato attentamente le regole ed è arrivata a creare un personaggio in apparenza debole e per questo preso in giro dagli altri giocatori, ma che presto li sorprende per la propria forza. È rappresentata come la tipica giocatrice di ruolo.
- Cass / Brother Silence - è l'ex fidanzato di Joanna, arrogante e ossessionato dalle regole, preferisce uno stile di gioco eumate e spesso ha da ridire con il master perché secondo lui non è abbastanza fedele alle regole.
- Gary Wombah / Luster - Gary gioca una strega dall'alto carisma, di allineamento caotico neutrale per poter fare quel che gli pare senza dover subire reprimende morali: di conseguenza copula nella sala del trono con Flynn, uccide innocenti popolani quando annoiato e tortura i nemici. Spesso dimentica di stare giocando una femmina e agisce da maschio. Quando Gary non si ricorda di avere un personaggio femmina, il PG è interpretato da Christian Doyle vestito da donna e con parrucca bionda, quando se ne ricorda (più spesso qualcuno glielo ha ricordato) è interpretato da Jen Page. Jen Page interpreta anche la professoressa di matematica di Gary, a cui il ragazzo si è ispirato per il personaggio.
- Leo / Flynn the Fine - Proprietario del negozio presso cui gioca il gruppo, è lo sfortunato giocatore di un bardo seduttore impenitente che muore la prima volta a 29 minuti e 42 secondi dall'inizio del gioco. Durante lo scontro con Mort Kemnon riesce a uccidersi involontariamente, portando le proprie morti nella campagna a 28 e arrivando alla conclusione che "Bard sucks!".
- Therin, Dea della luce - È la dea buona che il gruppo serve; è interpretata dalla stessa attrice che in The Gamers interpretava la principessa e la vicina di stanza.
- Mort Agrippa - Il primo cattivo, governatore del villaggio nella cui locanda il gruppo progetta di riposare per la notte.
- Mort Kemnon - È il nemico principale, un necromante che ha trovato la Maschera della Morte e che vuole usarla per ottenere il potere nel regno.
- Ierofante di Therin - Si rivela essere l'ultimo nemico del gruppo. Chierico che a capo della cattedrale di Therin, ha intrappolato la dea nel Cuore di Therin per far sì che la fede nella dea aumentasse nel conseguente momento di incertezza e pericolo.
- Drazuul - Il demone della morte governa sul villaggio di Westhaven, di cui ha ucciso tutti gli abitanti per rianimarli come zombie.
- Mark - Uno dei giocatori e PG di The Gamers, qui Mark compare due volte, una volta come amico e confidente di Lodge; un'altra a fine film, quando sente nominare "The Shadow" e fugge dal negozio in preda al panico travolgendo Cass. Non gioca più da un fantomatico "incidente": tutto il party è morto in maniera "inimmaginabile" (probabilmente un rimando al finale del primo film).

## Caratteristiche
Vari elementi differenziano questo film dal precedente The Gamers. Il maggiore e più visibile è il fatto che varie aziende abbiano partecipato al processo di produzione, rendendo così possibile la presenza di svariati prodotti nel film. La conseguenza maggiore, e seconda differenza tra i due film, è che in Dorkness Rising il gioco di ruolo a cui il gruppo si dedica non è più anonimo: viene chiaramente mostrato che si tratta di Dungeons & Dragons (l'edizione 3.5, nello specifico), anche se ci sono significative licenze artistiche riguardo a talenti, incantesimi e abilità di classe. L'avventura, inoltre, è un vero modulo pubblicato per D&D dalla Goodman Games.
Il film cita vari elementi accessori del mondo dei giocatori di ruolo di lingua inglese (il seguace Nodwick proviene dall'omonima serie di fumetti a tema RPG, e nel baule che protegge ci sono vari oggetti provenienti da Munchkin) ma anche elementi di cultura popolare varia come Street Fighter (la mossa Hadoken) e i Three Stooges nella scena della tortura, o Il Signore degli Anelli (le lattine di bibite gassate con la scritta Mountain Doom al posto di Mountain Dew (una marca di bibita americana).
Non mancano i riferimenti, velati o meno, al primo The Gamers, i maggiori dei quali sono Mark (con la tendenza della gente a dimenticarsi della sua esistenza) e The Shadow.
Sono inoltre da ricordare il riferimento a Gary Gygax (una trappola magica porta la scritta «LONGLIVE GYGAX » che sparisce quando investita dall'energia sacra) e i cameo di due importanti figure dell'editoria dei giochi di ruolo: Monte Cook nel ruolo del chierico che viene ingannato all'entrata della cattedrale, e Sean K. Reynolds in quello dell'Inquisitore. Altro cameo è quello del regista, che compare nella parte di Mitch, il coinquilino sempre ubriaco di Lodge.
Come in The Gamers ci sono vari riferimenti a comportamenti tipici, idiosincrasie e stereotipi dei giochi di ruolo, tra i quali:
- Fallimenti critici: due scene comiche del film ruotano attorno al fallimento critico. Nella prima, Cass tenta di tirare un 20 per resistere all'influenza di Drazuul ma invece fa 1 e il suo personaggio è obbligato a servirlo. Nella seconda, durante il combattimento contro Mort Kemnon, Flynn cerca di fare un attacco alle spalle al grimorio del necromante ma tira 1 sul dado, finendo così per uccidersi. In entrambi i casi le azioni che sono fallite erano azioni che, secondo il master, non dovevano essere tirate perché impossibili o contro le regole, ma i giocatori hanno preteso di tirare sperando in improbabili buoni risultati.
- "Player Knowledge vs Character Knowledge": in vari punti della storia Cass, Leo e Gary non riescono a separare le informazioni in loro possesso da quelle note ai loro personaggi e ciò dà luogo a discussioni con il master, che vorrebbe che interpretassero maggiormente i loro personaggi.
- Giocatori maschi che giocano personaggi femminili: Gary gioca una disinibita strega, ma si ricorda del fatto di impersonare una donna solo se qualcuno glielo fa notare.
- Personaggi deboli: il bardo Flynn è talmente debole e predestinato alla morte che in un combattimento si suicida ripetutamente per dare tempo ai compagni di sconfiggere il nemico; in totale muore 28 volte ma dopo le prime 4 arriva a giocare con un blocco di 50 schede, tutte identiche, per 50 bardi intercambiabili. Altro personaggio visto inizialmente come debole è quello di Joanna, che però sin dal primo combattimento si dimostra ben più forte delle apparenze.
- Problemi morali: la morale e l'allineamento entrano in gioco spesso nel film. Da una parte c'è il paladino giocato per forza di cose dal master, che con la sua morale ferrea dovrebbe essere un freno agli eccessi del resto del party ma che invece o viene sviato dal gruppo o si allontana con futili motivazioni per permettere azioni riprovevoli ma necessarie come la tortura del demone. Dall'altro c'è Luster, che si nasconde dietro l'alibi dell'allineamento Caotico Neutrale per giustificare i propri atti malvagi.
- Relazioni intergiocatore: il film presenta vari riferimenti ai comportamenti tipici dei giocatori di ruolo. Cass è un esempio di quello che in inglese è definito rules lawyer, mentre in varie occasioni nel film sorgono conflitti tra i giocatori, generalmente per il fatto che mentre Daphne e Osric hanno un atteggiamento amichevole con i PNG, il resto del gruppo vorrebbe ucciderli senza reale motivo.